# Coleophora gielisi
Coleophora gielisi é uma espécie de mariposa do gênero Coleophora pertencente à família Coleophoridae.